# Dirk Zetzsche
Dirk Andreas Zetzsche (* 17. März 1975 in Düsseldorf) ist ein deutscher Jurist, Professor, Rechtswissenschaftler, Rechtsanwalt, und Autor.

## Leben und Wirken
Dirk Zetzsche machte sein Abitur 1994 am Humboldt-Gymnasium in Düsseldorf und studierte anschließend Rechtswissenschaften an der Heinrich-Heine-Universität. Nach dem ersten juristischen Staatsexamen 1999 war er bis 2003 wissenschaftlicher Mitarbeiter von Ulrich Noack (Lehrstuhl für Bürgerliches Recht, Handels- und Wirtschaftsrecht), er schloss einen Masterstudiengang law and economics (LL.M.) an der University of Toronto an und wurde im Jahre 2004 promoviert. Im Jahr 2006 folgte das zweite juristische Staatsexamen, im Jahr 2012 die Habilitation. Zetzsche erhielt im Jahr 2011 einen Ruf auf einen Lehrstuhl für Bank- und Finanzmarktrecht am Institut für Finanzdienstleistungen an der Universität Liechtenstein. Seit März 2016 ist Zetzsche Inhaber des ADA Lehrstuhls für Finanzmarktrecht (inclusive finance) an der Universität Luxemburg und zugleich nicht-geschäftsführender Direktor des Instituts für Unternehmensrechts der Juristischen Fakultät der Heinrich-Heine-Universität Düsseldorf.

### Tätigkeitsfelder
- Gesellschaftsrecht (mit den Schwerpunkten Corporate Governance, Aktionärsrechte, Institutionelle Anleger)
- privates und öffentliches Bankrecht
- Investmentrecht (mit den Schwerpunkten Investmentfonds und Vermögensverwaltern)
- Recht grenzüberschreitender Finanzdienstleistungen
- Kartellrecht (mit Schwerpunkt Finanzdienstleistungen)
- Recht der Finanztechnologien (FinTech und RegTech)
- Recht und Regulierung von financial inclusion

## Veröffentlichungen
Zetzsche ist der Autor von mehr als hundertfünfzig Veröffentlichungen in deutscher und englischer Sprache. Er war für verschiedene Regelsetzer beratend und in Kommissionen tätig, unter anderem in Projekten der Europäischen Kommission, des Europäischen Parlaments, der Europäischen Wertpapier & Markt-Aufsichtsbehörde (ESMA) sowie verschiedener nationaler Ministerien und Aufsichtsbehörden. Zetzsche arbeitet u. a. mit verschiedenen Organisationen in Fragen der Entwicklungshilfe zusammen, so z. B. mit der Alliance for Financial Inclusion, einer Vereinigung der Zentralbanken von Entwicklungsländern, für die er einen Bericht zum Thema FinTech for Financial Inclusion mitverfasst hat. Der Bericht wurde u. a. von den Regierungen der G24-Staaten auf dem Bali-Gipfel als Strategie zur Förderung der digitalen finanziellen Inklusion übernommen.
Im Jahr 2019 wurde Zetzsche erstmals von der Plattform Social Science Research Network (SSRN) unter den 10 meistgelesenen Rechtswissenschaftlern weltweit geführt, gemessen an den Abrufzahlen in den letzten zwölf Monaten.

## Werke
- mit Ross P. Buckley, Douglas W. Arner: FinTech: Finance, Technology and Regulation. Cambridge University Press, Cambridge 2023, ISBN 978-1-316-51440-5.